# つくしあきひと
つくし あきひと（1979年5月5日 - ）は、日本のイラストレーター、漫画家、デザイナー。別名義に土筆 章人、とくさ一味がある。愛称は「つくし卿」。

## 概要
神奈川県出身。立花学園高等学校、東京デザイン専門学校イラストレーション科卒業。2000年からゲーム会社のコナミに勤務した後、2010年よりフリーのイラストレーターとなる。コナミ時代は主にモーションデザイン、インターフェースデザインを手掛けていたが、2006年のWii用ゲーム『Elebits』、2008年のニンテンドーDS用ゲーム『エレビッツ カイとゼロの不思議な旅』ではキャラクターデザインを担当し、また、アニメ『おとぎ銃士 赤ずきん』にキャラクター原案として参加した。
コナミ退社後から本格的に漫画を描くようになり、2011年発行の同人誌『スターストリングスより』は自身にとって初めて完成させた漫画作品となった。2012年より竹書房のWebサイト「WEBコミックガンマ」で漫画『メイドインアビス』の連載を始める。同作は2017年7月にテレビアニメ化された。
細かい描写とストーリー性のある絵が特徴。尊敬する人物としてノーマン・ロックウェルを挙げている。
2023年、メイドインアビスで第52回日本漫画家協会賞まんが王国とっとり賞を受賞。

## 作品

### ジグソーパズル
- 雨のち遥かの空想日和（アップルワン）
- 背負ったのは100人分の勇気（アップルワン）

### 漫画
- メイドインアビス（WEBコミックガンマ）

### アニメ
- おとぎ銃士 赤ずきん（キャラクター原案）※OVA版ではとくさ一味名義
- 迷家-マヨイガ-（ナナキデザイン）
- メイドインアビス（第13話エンドカード）
- 先輩がうざい後輩の話（第5話エンドカード）

### ゲーム
- Elebits（美術、キャラクターデザイン）
- OZ -オズ-（モンスターデザイン、キャラクターモーション）※鈴木茂也名義
- 幻想水滸伝III
- ラブプラス（制作）
- エレビッツ カイとゼロの不思議な旅（キャラクターデザイン）
- Dewy's Adventure 水精デューイの大冒険!!（キャラクターデザイン）

### その他
- MOKURI project（キャラクター原案）